# معهد الملك عبد الله لتقنية النانو
معهد الملك عبد الله لتقنية النانو هو معهد تطوير وتوطين إجراء البحوث في تطبيقات تقنية النانو من خلال إعداد وتأهيل الكوادر العلمية المتخصصة، أنشئ عام 2007م، في الرياض بالمملكة العربية السعودية ويهدف إلى نشر وتوعية المجتمع بهذه التقنية والمساهمة في نقل اقتصاديات الوطن العربي والإسلامي، إلى مصاف الدول المتقدمة، ويقوم بعمل ورش عمل، ومحاضرات لطلاب وطالبات المدارس والجامعات والمعاهد وغيرهم من المهتمين بهذه التقنية من أفراد المجتمع، أيضا يوفر المركز منتجات النانو الحاصلة على شهادة السلامة للأفراد والبيئة وشهادة الجودة أيضا، كذلك يعمل على إنشاء جهة مسؤولة عن توفير المعلومات الصحيحة والموثوقة الخاصة بتقنية النانو.

## الرسالة والرؤية
نصت الرسالة على: تطوير أبحاث وتقنيات النانو والصناعات المرتكزة عليها، وتوثيق الشراكة بين الجامعة والقطاعات المختلفة ذات العلاقة، بهدف المساهمة في بناء اقتصاد وطني مبني على المعرفة.
أما الرؤية فهي أن تكون جامعة الملك سعود رائدة أبحاث النانو على مستوى العالم.

## علم النانو
علم النانو (النانو تكنولوجي) : تعني التحكم التام والدقيق في إنتاج المواد وذلك من خلال التحكم في تفاعل الجزيئات الداخلة في التفاعل وتوجيه هذه الجزيئات من خلال إنتاج مادة معينة وهذا النوع من التفاعل يعرف بالتصنيع الجزيئي، ووضع الذرات أثناء التفاعل في مكانها الصحيح أو المناسب، فمثلا لو تم توجيه وضع ذرات الكربون في الفحم عند إجراء التفاعل فإنه يمكن تنتج الألماس، وكذلك لو تم توجيه وضع ذرات الرمل عند إجراء التفاعل يمكن إنتاج المواد المستخدمة في إنتاج شرائح الكمبيوتر.
ومن المعروف أن الطريقة التقليدية في تصنيع المواد الكيماوية المختلفة تتم بخلط مكونات التفاعل معا بدون الأخذ في الاعتبار اتجاه الذرات الداخلة في التفاعل وبالتالي فإن المادة الكيماوية الناتجة تكون خليطا من عدة مواد، أما باستخدام تقنية النانو فمن الممكن توجيه وضع الذرات الداخلة في التفاعل بتوجيه محدد وبالتالي فان المواد الناتجة سوف تكون أكثر دقة وأكثر نقاوة من التصنيع بالطرق التقليدية ومن ثم توحيد نوعية المنتج وكذلك تقليل تكلفة الإنتاج وخفض الطاقة المستهلكة، وهناك أجهزة على مستوى النانو (Nanodevice) قادرة على توجيه الذرات ووضعها في مكانها الصحيح أثناء عملية التفاعل.
ويقدر د.ريتشارد سمالي الحائز على جائزة نوبل في تقنية النانو أن هذه التقنية سوف تساهم في كثير من المنتجات في مجال الزراعة والغذاء بقيمة ملياري دولار وسوف تزيد إلى 20 مليار بحول عام 2010م، ولا يخفى علينا أن هناك بعض المنتجات مثل المضافات إلى الغذاء أنتجت عن طريق تقنية النانو ومثل هذه المنتجات موجودة في بعض أنواع الغذاء مثل بعض أنواع العصائر، ومن المتوقع أن تساهم تقنية النانو في تحقيق تقدم في كثير من مجالات الزراعة والغذاء والطاقة وكذلك توفير الماء النقي، تعتبر هذه التقنية حديثة على المستوى العالمي.

## أهداف معهد الملك عبد الله لتقنية النانو
- إعداد وتأهيل الخبرات المحلية في مجال تقنيات النانو.
- استقطاب المتميزين من العلماء والباحثين في مجال النانو.
- تطوير برامج أكاديمية بالجامعة مرتبطة بعلوم وتقنيات النانو.
- بناء البنية التحتية للبحث والتطوير في مجال علوم وتقنيات النانو.
- دعم مشاريع وأبحاث النانو في كليات الجامعة المختلفة.
- وضع إستراتيجية للتعاون والتنسيق في مجالات علوم وتقنيات النانو مع الجامعات والمؤسسات البحثية المحلية.
- نشر الوعي العلمي على المستوى الاجتماعي والتربوي بعلوم وتقنيات النانو.[2]

## وصلات خارجية
- موقع المعهد الرسمي